# Mikkel Hansen (skuespiller)
 Der er for få eller ingen kildehenvisninger i denne artikel, hvilket er et problem. Du kan hjælpe ved at angive troværdige kilder til de påstande, som fremføres i artiklen.

 Der er flere personer med dette navn, se Mikkel Hansen (flertydig).
Mikkel Hansen (født 27. juli 1984) er en dansk skuespiller. Han er uddannet fra Skuespillerskolen ved Aarhus Teater i 2010.

## Teater
- Pelle Erobreren (1997/1998 Folketeatret)
- Gøngehøvdingen (1998 Folketeatret)
- Galileis Liv (1999 Betty Nansen Teatret)
- Peter Pan (1999/2000 Det Ny Teater)
- Det Gyldne Kompas (2008/2009 Aarhus Teater)
- FØR/EFTER (2009 Aarhus Teater)
- Kærlighedskarrusellen (2010 Aarhus Teater)
- Brødrene Løvehjerte (2010 Teatret Zeppelin)
- Og Så Står Man Pludselig Dér (2011 ZeBU)
- Brødrene Løvehjerte (2012 Teatret Zeppelin)

## Film
- Kim (2009)
- Anna & Ahmed (2010)

## Dubbing
- Lillebjørn (?)
- Pippi Langstrømpe (1997)
- Paddington Bjørn (1997-2001)
- The Weekenders (1999-2004)
- Lloyd i rummet (2001-2004)
- Braceface (2001-2005)
- Moville Mysterierne (2002)
- Teenage Mutant Ninja Turtles (2003)
- Den unge Fleksnes (2010)
- Gnomeo og Julie (2011)
- Into the Woods (2014)